# Paula Brancati
Paula Brancati (Markham, 6 giugno 1989) è un'attrice, produttrice televisiva e doppiatrice canadese.
Principalmente conosciuta per aver interpretato Jane Vaughn in Degrassi: The Next Generation e per esser parte dal 2017 della serie Slasher, interpretando ruoli diversi di stagione in stagione.

## Carriera
Durante la sua carriera da attrice, che inizia nel 1999 all’età di soli 10 anni, Paula ha avuto modo di prendere parte a molti progetti: maggiormente nelle serie televisive, a volte anche solo per una comparsa. Viene conosciuta dal grande pubblico con l’enigmatica June Vaughn nel format di Degrassi e successivamente nella serie Slasher, nella quale prende parte dalla seconda stagione e in cui recita tutt’oggi: serie antologica prodotta originariamente da Chiller, successivamente i diritti vengono acquisiti da Netflix e infine da Shudder, che commissiona una quarta stagione. In ogni stagione ha interpretato un ruolo diverso: a partire dalla giornalista Jana Singer, alla cinica e senza scrupoli Dawn Duguin, per poi passare all’influencer Violet Lickers, alla premurosa matrigna Christy Martin e, infine, la nobildonna Viviana Botticelli.

## Filmografia

### Attrice

#### Cinema
- Oscure presenze a Cold Creek (Cold Creek Manor), regia di Mike Figgis (2003)
- Painkiller Jane, regia di Sanford Bookstaver (2005)
- Grosso guaio a River City (Cow Belles), regia di Francine McDougall (2006)
- Jump In!, regia di Paul Hoen (2007)
- The National Tree, regia di Graeme Campbell (2009)
- The Rest of My Life, regia di Stefan Brogren (2010)
- Moon Point, regia di Sean Cisterna (2011)
- Un'amica per Cassie (The Good Witch's Wonder), regia di Craig Pryce (2014)
- Full Out, regia di Sean Cisterna (2015)
- People Hold On, regia di Michael Seater (2015)
- Sadie's Last Days on Earth, regia di Michael Seater (2016)
- Edging, regia di Natty Zavitz (2018)
- Majic, regia di Erin Berry (2019)
- In vino Veritas, regia di Sean Cisterna (2019)
- Grounded for Christmas, regia di Amyn Kaderali (2019)
- Death She Wrote, regia di Sharon Lewis (2021)

#### Televisione
- Ricky's Room – serie TV, 1 episodio (1999)
- Radio Free Roscoe – serie TV, episodi 2x03-2x05 (2003)
- Doc – serie TV, episodio 4x09 (2003)
- Veritas: The Quest – serie TV, episodio 1x12 (2004)
- Kevin Hill – serie TV, episodio 1x11 (2004)
- Dark Oracle – serie TV (2004-2006)
- Angela's Eyes – serie TV, episodio 1x08 (2006)
- Heartland – serie TV, episodio 1x09 (2008)
- La mia vita con Derek (Life with Derek) – serie TV, episodio 4x16 (2009)
- Degrassi: Minis – serie TV (2007-2009)
- Degrassi: The Next Generation – serie TV (2007-2010)
- Being Erica – serie TV (2009-2011)
- Amori, affari e Babbo Natale (Desperately Seeking Santa), regia di Craig Pryce – film TV (2011)
- Call Me Fitz - serie TV, episodio 3x06 (2012)
- Flashpoint - serie TV, episodio 5x07 (2012)
- I misteri di Murdoch (Murdoch Mysteries) – serie TV, episodio 6x10 (2013)
- What would Sal do? – serie TV, 3 episodi (2017)
- Slasher – serie TV, 28 episodi (2017-in corso)
- Hudson & Rex – serie TV, episodio 1x09 (2019)
- Frankie Drake Mysteries – serie TV, episodio 3x07 (2019)
- Workin' Moms – serie TV, 5 episodi (2019-2020)
- In The Dark – serie TV, 2 episodi (2021-2022)
- Diggstown – serie TV, episodio 3x08 (2021)

#### Cortometraggi
- John and Annie, regia di Natty Zavitz (2013)
- Out, regia di Jeremy LaLonde (2013)
- Onto Us, regia di Natty Zavitz (2016)

### Doppiatrice

#### Televisione
- The Blobheads, 6 episodi (2005) – Melissa

### Produttrice

#### Cinema
- People Hold On, regia di Michael Seater (2015)
- Sadie's Last Days on Earth, regia di Michael Seater (2016)
- In vino veritas, regia di Sean Cisterna (2019)
- We're All in This Together, regia di Katie Boland (2021)

#### Televisione
- We Are Disorderly - serie TV, 6 episodi (2015)

#### Cortometraggi
- John and Annie, regia di Natty Zavitz (2013)
- Sly Cad, regia di Michael Seater (2014)
- Flush, regia di Maisie Jacobson (2015)

## Doppiatrici italiane
Nelle versioni in italiano dei suoi film e delle sue serie TV, Paula Brancati è stata doppiata da:
- Roberta Maraini[3] in Slasher (2ª stagione)[4]
- Chiara Gioncardi[5] in Slasher (3ª stagione)[4]
- Gaia Carmagnani in Majic, regia di Erin Berry